# Тагавор
Тагавор, рідше Тагавер або Таквар (вірм. Թագավոր) — один з вірменських титулів монарха, зазвичай асоціюється з вищою гідністю імператора.

## Етимологія
Слово Тагавор походить від слова таг — вінець, корона і з вірменського перекладається як вінценосець.

## Історія
У Вірменії основними термінами, якими позначали вищий царський титул, були слова тагавор або аркана (або арка), обидва давнього походження, засвідчені в найранніших пам'ятниках вірменської писемності. Зустрічається також титул тіезеракал, тобто «світотримач», який носив цар Вірменії Смбат I. Мусульмани, не бажаючи давати титул своєю мовою, називали візантійських імператорів словом Такаеур (такфур), що є похідним від вірменського Тагавор.

## У культурі
У вірменській культурі слово з часом стало використатися також і у весільних урочистостях. Жениха на весіллі називали тагавор — «вінценосний», «цар». Під час одруження нареченому на голову одягали «вінець» — таг, який вдавав із себе кольоровий шнур з невеликими підвісками, або ж використовувався джгут з кольорових хусток, а в ньому закріплювався невеличкий хрестик з обмотаних зеленими та червоними нитками паличок з парою півнячих пір'їн. Наречена відповідно іменувалася Тагуї — «вінценосна», «цариця»